# 穆罕默德·亚哲
穆罕默德·亚哲（土耳其語：Mehmet Yağcı，1972年10月15日—），澳大利亚男子举重运动员，生于悉尼。他曾代表澳大利亚参加1998年英联邦运动会举重比赛，获得一枚金牌。他也曾参加2000年夏季奥林匹克运动会。